# La Corte (Sassari)
La Corte è una frazione del comune di Sassari situata nel territorio della Nurra, nel nord-ovest della Sardegna, ad una altezza di 89 m s.l.m.
Contava 152
abitanti nel 1991  ed è situata lungo la strada che congiunge Sassari e l'Argentiera, la SP 18, ad una distanza rispettivamente di 30 e 13 km. Dista inoltre 1,5 km dalla frazione di Monte Forte.
L'economia si basa prevalentemente sul settore agricolo.
A circa due chilometri a sud-ovest della frazione, sulla cima di monte Forte, sono presenti i resti dell'antico castello di Monteforte di cui sono rimaste tracce delle fondamenta.

## Bibliografia

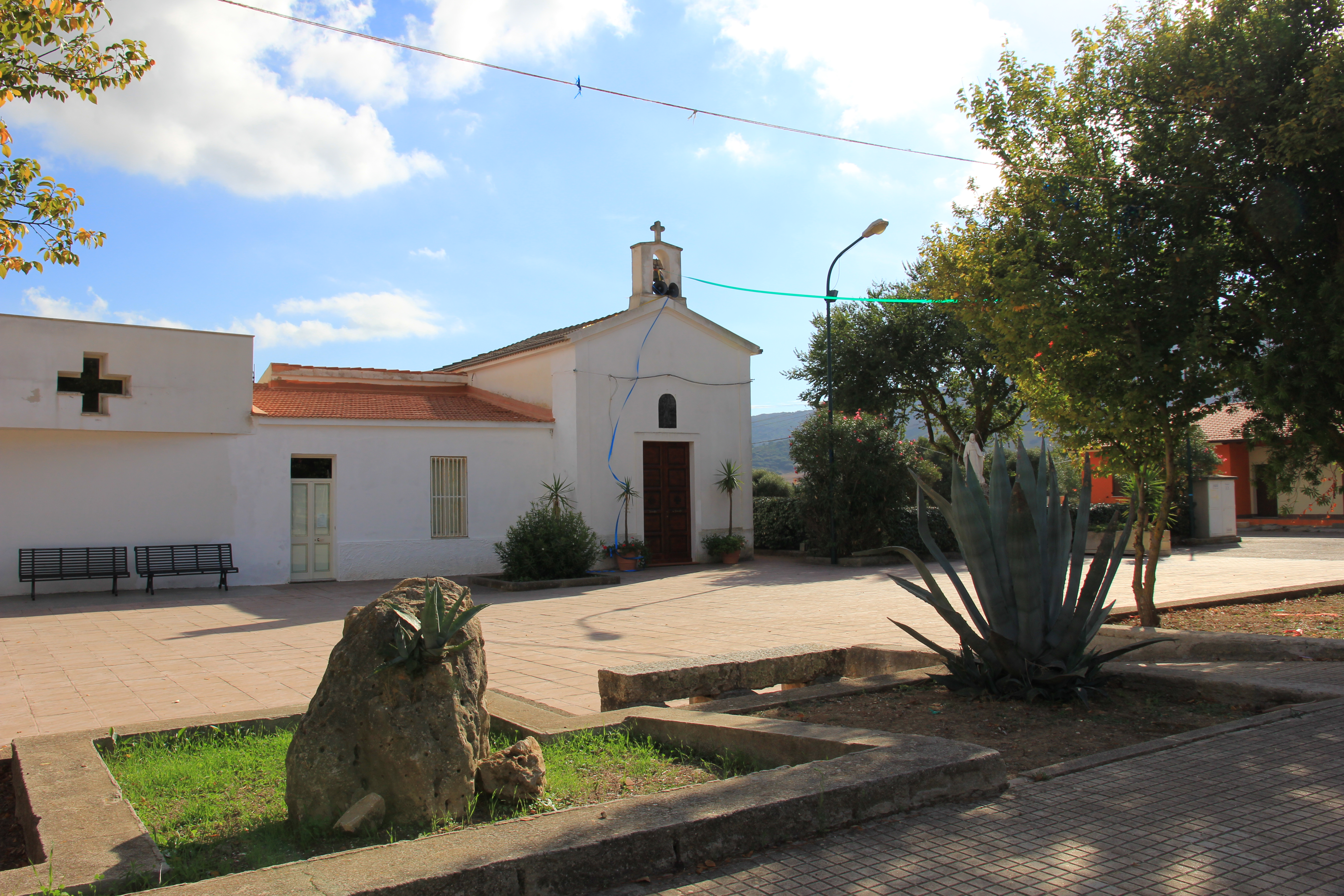
La chiesetta di San Cristoforo